# Slatiny (Všeruby)
Slatiny (německy Traxelmoos či Draxelmoos) je zaniklá vesnice na území obce Všeruby, v k. ú. Maxov v okrese Domažlice v Plzeňském kraji. Vesnice se rozkládala v údolí Spáleneckého potoka jihozápadně od Maxova, asi 350 metrů od česko-bavorské státní hranice. Administrativně spadala vesnice pod Maxov.

## Historie
Vesnice vznikla pozdní kolonizací pohraničních území na pozemcích panství Kout. Tereziánský katastr z roku 1758 uvádí období kolem roku 1710. V místech u státní hranice stával na Spáleneckém potoce mlýn, který však zanikl. Po druhé světové válce postihl vesnici odsun německého obyvatelstva, po válce již nedošlo k dosídlení a vesnice se octla po roce 1950 v zakázaném pásmu a tím bylo o další existenci obce rozhodnuto. Vesnice byla zbořena na počátku 50. let 20. století v souvislosti s budováním hraničního pásma. Z budov se nezachovalo nic, při okraji lesa jsou vidět hromady kamení a zavalená studna. Poblíž zaniklé vesnice se nachází několik křížků.

## Obyvatelstvo
Sommerova topografie z roku 1839 popisuje ve vsi 6 domů a 58 obyvatel. Při sčítání lidu v roce 1921 zde žilo 27 obyvatel, z toho 26 obyvatel německé národnosti a jeden cizozemec. Všichni obyvatelé se hlásili k římskokatolické církvi.
| Rok            | 1869 | 1880 | 1890 | 1900 | 1910 | 1921 | 1930 | 1950 | 1961 | 1970 | 1980 | 1991 | 2001 | 2011 |
| -------------- | ---- | ---- | ---- | ---- | ---- | ---- | ---- | ---- | ---- | ---- | ---- | ---- | ---- | ---- |
| Počet obyvatel | 35   | 29   | 31   | 29   | 33   | 27   | 33   | 5    | –    | –    | –    | –    | –    | –    |
| Počet domů     | 7    | 6    | 7    | 7    | 7    | 7    | 7    | 4    | –    | –    | –    | –    | –    | –    |